# Naugatuck
Naugatuck è un comune  della Contea di New Haven, Connecticut, Stati Uniti d'America.
Secondo il censimento del 2010, Naugatuck ha 31 862 abitanti.